# Don't Turn Out the Lights
«Don´t Turn Out the Lights» es el primer sencillo de los New Kids on the Block y Backstreet Boys juntos como banda llamado NKOTBSB, de su álbum recopilatorio NKOTBSB (álbum). La canción fue escrita por Jess Cates, Claude Kelly y el productor Emanuel Kirakou. Un anticipo de "Don't Turn Out the Lights" fue interpretado por los miembros de Backstreet Boys Brian Littrell y A.J. McLean en el Crucero de Backstreet Boys en el 2010 y se filtró al Internet el 1 de abril de 2011. El 5 de abril de 2011, la canción se estrenó en el programa On Air With Ryan Seacrest y fue lanzado en iTunes en  EE. UU. y Canadá como el primer sencillo del álbum de Legacy Recordings.
Este es el primer sencillo de los Backstreet Boys publicado desde su salida de Jive Records. El sencillo debutó en el número 14 en el Bubbling Under Hot 100 Singles el 14 de abril de 2011

## Lista de canciones
- Descarga digital

1. «Don't Turn Out the Lights» - 3:31

- Sencillo en CD de Alemania[1]

1. «Don't Turn Out the Lights» - 3:33
2. «Don't Turn Out the Lights» (Instrumental) - 3:31

## Posicionamiento
| Lista (2011)                                              | Posición más alta |
| --------------------------------------------------------- | ----------------- |
| Estados Unidos (Billboard Bubbling Under Hot 100 Singles) | 14                |
| Canadá (Canadian Hot 100)                                 | 46                |